# Tender Feelin's
Tender Feelin's è un album di Duke Pearson, pubblicato dalla Blue Note Records nel marzo del 1961. Il disco fu registrato al Van Gelder Studio di Englewood Cliffs, New Jersey (Stati Uniti) nelle date indicate nella lista tracce.

## Tracce
Lato A
1. Bluebird of Happiness – 4:18 (Sandor Harmati, Edward Hayman) – Registrato il 19 dicembre 1959
2. I'm a Fool to Want You – 5:22 (Jack Wolf, Joel Herron, Frank Sinatra) – Registrato il 19 dicembre 1959
3. I Love You – 4:31 (Cole Porter) – Registrato il 19 dicembre 1959
4. When Sonny Gets Blue – 5:05 (Marvin Fisher, Jack Segal) – Registrato il 16 dicembre 1959

Lato B
1. The Golden Striker – 5:25 (John Lewis) – Registrato il 19 dicembre 1959
2. On Green Dolphin Street – 6:44 (Bronislaw Kaper, Ned Washington) – Registrato il 16 dicembre 1959
3. 3 A.M. – 8:55 (Duke Pearson) – Registrato il 19 dicembre 1959

## Musicisti
- Duke Pearson - pianoforte
- Gene Taylor - contrabbasso
- Lex Humphries - batteria[4]